# Saint-Jean-de-Couz
Saint-Jean-de-Couz è un comune francese di 256 abitanti situato nel dipartimento della Savoia della regione dell'Alvernia-Rodano-Alpi.

## Società

### Evoluzione demografica
Abitanti censiti